# Свети Архангел Михаил (Долно Дупени)
Вижте пояснителната страница за други значения на Свети Архангел Михаил.
„Свети Архангел Михаил“ (на македонска литературна норма: „Свети Архангел Михаил“) е възрожденска църква в село Долно Дупени, Преспа, част от Преспанско-Пелагонийската епархия на Македонската православна църква – Охридска архиепископия.
Църквата е изградена в 1883 година на старо култово място. Представлява еднокорабна сграда с полукръгла апсида и вход от юг. По-късно на западната и отчасти на северната фасада са долепени тремове, а външните зидове са измазани. Живописта е от 1894 година и е само зад владишкия трон и в нишата на жертвеника и главната апсидална конха. Олтарната преграда е с два реда икони, датирани в 1894 г., дело на майстора изписал стенописите. Регистрирани са като паметници на културата.